# El Jagüito (paroisse civile)
Pour les articles homonymes, voir Jaguito.
El Jagüito est l'une des quatre paroisses civiles de la municipalité d'Andrés Bello dans l'État de Trujillo au Venezuela. Sa capitale est El Jagüito.

## Géographie

### Démographie
Hormis sa capitale El Jagüito, la paroisse civile ne possède qu'une autre localité, Lo Negros.